# Pierre Lueders
Pierre Fritz Lueders (Edmonton, 26 de septiembre de 1970) es un deportista canadiense que compitió en bobsleigh en las modalidades doble y cuádruple. 
Participó en cinco Juegos Olímpicos de Invierno, entre los años 1994 y 2010, obteniendo dos medallas en la prueba doble, oro en Nagano 1998 (junto con David MacEachern) y plata en Turín 2006 (con Lascelles Brown).
Ganó ocho medallas en el Campeonato Mundial de Bobsleigh entre los años 1995 y 2007.

## Palmarés internacional
| Juegos Olímpicos   | Juegos Olímpicos             | Juegos Olímpicos  | Juegos Olímpicos |
| Año                | Lugar                        | Medalla           | Prueba           |
| ------------------ | ---------------------------- | ----------------- | ---------------- |
| 1998               | Nagano (Japón)               | Medalla de oro    | Doble            |
| 2006               | Turín (Italia)               | Medalla de plata  | Doble            |
| Campeonato Mundial |                              |                   |                  |
| Año                | Lugar                        | Medalla           | Prueba           |
| 1995               | Winterberg (Alemania)        | Medalla de plata  | Doble            |
| 1996               | Calgary (Canadá)             | Medalla de plata  | Doble            |
| 1999               | Cortina d'Ampezzo (Italia)   | Medalla de bronce | Cuádruple        |
| 2003               | Lake Placid (Estados Unidos) | Medalla de plata  | Doble            |
| 2004               | Königssee (Alemania)         | Medalla de oro    | Doble            |
| 2005               | Calgary (Canadá)             | Medalla de oro    | Doble            |
| 2005               | Calgary (Canadá)             | Medalla de bronce | Cuádruple        |
| 2007               | Sankt Moritz (Suiza)         | Medalla de plata  | Cuádruple        |